# 닝보 지하철
닝보 지하철(중국어 간체자: 宁波地铁, 정체자: 寧波地鐵, 병음: Ningbo Dìtiě)은 중화인민공화국 닝보시에서 운영하는 도시 철도이다. 닝보 지하철도 총공사가 운영하고 있다.
2014년 5월 30일에 1호선이 개통되었고 2015년 9월 26일에 2호선이 개통되었다. 2019년 6월 30일에 3호선이 개통되었으며 2020년 12월 23일에 4호선이 개통되었다. 현재 4개 노선이 운영 중이며, 구간 확장 공사가 진행 중이다. 2020년까지 총 5개 노선, 주행 거리 약 177km의 지하철 노선의 건설이 계획되어 있고, 리니어 지하철의 조달도 예정되어 있다.

## 노선
- ● 닝보 지하철 1호선 (46.2km)
- ● 닝보 지하철 2호선 (33.9km)
- ● 닝보 지하철 3호선 (38.6km)
- ● 닝보 지하철 4호선 (39.7km)
- ● 닝보 지하철 5호선 (36.6km)
- ● 닝보 지하철 8호선 (21.8km)

## 역사
- 2020년 12월 23일 - 4호선 개통 (씨창 역 ~ 동찬호수역)
- 2020년 9월 27일 - 3호선 3단계 구간 개통 (밍후이루 역 ~ 진하이루 역)
- 2020년 5월 30일 - 2호선 2단계 구간 개통 (관수후 역 ~ 총공원루 역)
- 2019년 9월 28일 - 3호선 2단계 구간 개통 (가오탱다리 역 ~ 밍후이루 역)
- 2019년 6월 30일 - 3호선 1단계 구간 개통 (가오탱다리 역 ~ 다통다리 역)
- 2016년 3월 19일 - 1호선 2단계 구간 개통 전구간 개통(동헌남루 역 ~ 씨푸 역)
- 2015년 9월 26일 - 2호선 1단계구간 개통(린사국제공항 역 ~ 관수후 역)
- 2014년 5월 30일 - 1호선 1단계 구간 개통(가오차오서 역 ~ 동헌남루 역)

## 승차
자동판매기에 동전 모양의 IC 승차권 (토큰)을 구입하여 자동 개찰기에서 입장한다. 승차권은 하차시 회수되어 다시 사용된다. 요금은 2위안에서 19위안으로 km 당 구간제 운임계산을 적용한다. 1회권 외에, 반복 충전하여 사용하는 선불 카드도 있다.